# 陈明义 (1940年)
陈明义（1940年8月—），福建福州人，中华人民共和国政治人物。毕业于上海交通大学造船系，硕士学历。曾任中国共产党福建省委员会书记、福建省人民政府省长等职。

## 经历
1960年加入中国共产党，1962年毕业于上海交通大学造船系，1966年上海交通大学船舶流体力学专业研究生毕业，同年4月参加工作。
历任上海交通大学教师，厦门水产学院副教授、渔机系主任、副院长，福建省科委副主任、主任。曾到挪威理工学院、海洋技术中心进修工作。1985年后任中共福建省委常委、省委副书记兼组织部长，福建省副省长。1993年1月至1993年9月任福建省副省长。1993年9月起任中共福建省委副书记。1994年4月至1996年10月任福建省省长。1995年10月当选为第六届中共福建省委副书记。1996年10月至2000年12月任中共福建省委书记。2001年1月至2003年1月任福建省政协主席。2008年3月至2013年3月任第十一届全国政协港澳台侨委员会副主任。
他是中共第十二届、十三届、十四届中央候补委员，第十五届中央委员，第十一届全国政协常务委员。